# Hăbud, Prahova
Hăbud este un sat în comuna Șirna din județul Prahova, Muntenia, România.
Așezarea este situată în partea de Sud-Vest a comunei Șirna, în vecinătatea județului Dâmbovița.

## Denumirea localității
Există păreri potrivit cărora vechiul nume al localității ar fi fost acela de Scutași. Denumirea de „scutaș” apare ca toponim din ianuarie 1575. Numele de „Hăbud” al localității apare și în formele mai vechi cu care este menționată această așezare, și anume: „Hăbudu-mănăstirei-Târșioru” și „Hăbudu lui Lenș”.

## Istoric
Hăbud a fost la sfârșitul secolului al XIX-lea reședința unei comune formată din satele Hăbud și Brătești, care avea o școală din 1889. Comuna a fost desființată în 1968, fiind inclusă în comuna Șirna.